# Etiocètids
Els etiocètids (Aetiocetidae) són una família extinta de cetacis misticets que visqueren a l'oceà Pacífic des de l'Eocè superior fins a l'Oligocè superior, fa entre 25,2 i 38 milions d'anys. Se n'han trobat fòssils a Austràlia, el Canadà, els Estats Units, el Japó, Mèxic i Nova Zelanda. A diferència dels seus parents d'avui en dia, estaven dotats de dents. El patró de desgast dental ha portat alguns científics a suggerir que els etiocètids es nodrien per succió. En general, feien entre 2,1 i 4 metres de llargada, encara que hi ha fòssils pendents d'assignar a una espècie que podrien correspondre a un etiocètid de fins a 8 metres.